# Urszula Somorowska
Urszula Somorowska (ur. 1960) – polska geografka i hydrolożka, doktor habilitowany nauk o Ziemi, profesor Uniwersytetu Warszawskiego, specjalistka w zakresie hydrologii.

## Życiorys
W 1984 ukończyła studia na Uniwersytecie Warszawskim, od 1986 pracuje na macierzystej uczelni. W 1993 na podstawie napisanej pod kierunkiem Urszuli Soczyńskiej rozprawy pt. Symulacja wezbrań opadowych w naturalnych zlewniach rzecznych otrzymała na Wydziale Geografii i Studiów Regionalnych Uniwersytetu Warszawskiego stopień naukowy doktora nauk przyrodniczych dyscypliny geografia specjalności geografia. W 2007 r. na podstawie dorobku naukowego oraz rozprawy pt. Wpływ stanu retencji podziemnej na proces odpływu w zlewni nizinnej uzyskała na Wydziale Geografii i Studiów Regionalnych UW stopień doktora habilitowanego nauk o Ziemi dyscyplina geografia specjalność hydrologia.
Zatrudniona na stanowisku profesor w Katedrze Geografii Fizycznej Wydziału Geografii i Studiów Regionalnych Uniwersytetu Warszawskiego.

## Publikacje książkowe
- Wpływ stanu retencji podziemnej na proces odpływu w zlewni nizinnej, wyd. Wydawnictwo Uniwersytetu Warszawskiego, 2006[3]